# Associação Académica de Coimbra – O.A.F.
Associação Académica de Coimbra, često skraćeno nazivan kao Académica je portugalski nogometni klub iz grada Coimbre.
Prije se službeno zvao Associação Académica de Coimbra - Organismo Autónomo de Futebol (AAC-OAF).

## Klupski uspjesi

### Naslovi i nagrade
- portugalsko prvenstvo: doprvaci 1966/67.
- osvajač portugalskog kupa: 1938/39. (Benfica 4:3)
- doprvak portugalskog kupa: 1950/51. (Benfica, 1:5), 1966/67. (Vitória Setúbal, 2:3), 1968/69. ( Benfica, 1:2)

- plasman u europske kupove: 1968/69., 1969/70., 1971/72.
- Pobjednik II Divisão Nacional: 1948/49., 1972/73.

## Poznati igrači i treneri
| - André - Artur Jorge - Mário Campos - Victor Campos - Sérgio Conceição - Fernando Couto - Dário - Dimas Teixeira - Gervásio - Jorge Humberto - Gonçalves Isabelinha - Maló - Vítor Paneira - Nuno Piloto - Zé Castro - Pedro Roma - João Tomás - Toni - Mário Wilson |  | - Carlos Xavier - Pedro Xavier - Nana - Teófilo Esquível - Augusto da Fonseca - Tibério - José Maria Antunes - Bentes - Augusto Rocha - Alberto Gomes - Capela - Faustino - Armando Sampaio - Rui Cunha - Albano Paulo - Filipe dos Santos - Crispim - Ernesto |  | - Torres - Rui Rodrigues - Costa - Hilário - Pedro Bicudo |

Bivši treneri Académice su i :
- Mário Wilson
- Artur Jorge
- Nelo Vingada

## Vanjske poveznice
- Associação Académica de Coimbra – O.A.F.
- Associação Académica de Coimbra (AAC)
- Mancha Negra  Arhivirana inačica izvorne stranice od 4. veljače 2012. (Wayback Machine) (Navijači i klub obožavatelja)
- Universidade de Coimbra